# Ilja Prigogine
Ilya Prigogine, belgijski fizikalni kemik ruskega rodu, nobelovec, * 25. januarja 1917, Moskva, Rusija, † 28. maj 2003, Bruselj, Belgija.
Leta je 1977 prejel Nobelovo nagrado za kemijo za prispevek k neravnotežni termodinamiki. Njegova nova interpretacija časa, kaosa in nestabilnosti, neurejenosti in reda  je bila zelo pomembna, in ne pušča dvomov o njegovem globokem prispevku k prenovljenemu pogledu na medsebojno povezanost znanosti in filozofije. Umrl 28. maja 2003 pri starosti 86 let.

## Življenjepis
Prigogine se je rodil v Moskvi nekaj mesecev pred rusko revolucijo leta 1917 v judovski družini. Njegov oče Roman (Ruvim Abramovič) Prigogine je bil inženir kemije na moskovski cesarski tehnični šoli, mati Julija Vikhman pa pianistka. Ker je bila družina kritična do novega sovjetskega sistema, je leta 1921 zapustila Rusijo. Najprej sta odšla v Nemčijo, leta 1929 pa v Belgijo, kjer je Prigogine leta 1949 dobil belgijsko državljanstvo. Njegov brat Alexandre pa (1913-1991) je postal ornitolog. 
Prigogine je bil nadarjeni glasbenik, ki se je zanimal za zgodovino, filozofijo in arheologijo, želel si je postati poklicni pianist, vendar se je raje odločil za študij kemije in fizike. Prigogine je študiral kemijo na Svobodni univerzi v Bruslju, kjer je leta 1950 postal profesor. Leta 1959 je bil imenovan za direktorja Mednarodnega inštituta Solvay v Bruslju. Istega leta je začel poučevati tudi na teksaški univerzi v Austinu v Združenih državah Amerike, kjer je bil kasneje imenovan za rednega profesorja za fiziko in kemijsko inženirstvo. Med letoma 1961 in 1966 je bil povezan z Inštitutom Enrica Fermija na Univerzi v Chicagu in je bil gostujoči profesor na Northwestern University. V Austinu je leta 1967 soustanovil Center za termodinamiko in statistično mehaniko, zdaj Center za kompleksne kvantne sisteme. Istega leta se je vrnil v Belgijo, kjer je postal direktor Centra za statistično mehaniko in termodinamiko.
Prigogine je bil najprej poročen z belgijsko pesnico Hélène Jofé (kot avtorica znana tudi kot Hélène Prigogine) in leta 1945 se jima je rodil sin Yves. Po ločitvi se je leta 1961 poročil s kemičarko poljskega rodu Marijo Prokopowicz (znano tudi kot Maria Prigogine). Leta 1970 se jima je rodil sin Pascal.

## Delo in raziskave
Nobelova nagrada za kemijo iz leta 1977 navaja Prigoginov prispevek k neuravnoteženi termodinamiki, zlasti k teoriji disipativnih struktur. Ti prispevki se nanašajo na oblikovanje sistematičnega okvira za analizo številnih pojavov v sistemih, ki so daleč od ravnovesja, kot so kemijski sistemi z več stacionarnimi stanji, oscilacijski sistemi(oscilacija: nihanje), oblikovanje stabilnih in oscilacijskih makroskopskih prostorskih struktur ter kemijski valovi. 
Prvi pomemben korak v tem razvoju je bil leta 1945 njegov zelo splošen dokaz načela minimalne proizvodnje entropije. Ta dokaz je sledil napotku, ki ga je podal Lars Onsager v izjavi, iz katere je razvidno, da se fizikalni sistem, odprt za tokove, razvija, dokler ne doseže stacionarnega stanja, v katerem je stopnja disipacije minimalna. Toda v tem skoraj ravnovesnem režimu je proizvodnja entropije funkcija Ljapunova, kar pomeni, da so stacionarna stanja vedno stabilna; zato se sistem blizu ravnovesja ne more spontano razvijati in ustvarjati prostorsko-časovnih struktur.
Sledil študijam sistemov z nelinearnostmi, kot so tiste, ki nastanejo pri avtokatalizi ali povratnih zankah v kemijskih reakcijah, ki so daleč od ravnovesja, v šestdesetih letih dvajsetega stoletja. Prigoginova nova ugotovitev je bila, da lahko sistem, ki se oddalji od ravnovesja, postane nestabilen in ustvari prostorsko-časovne strukture, ki jih je Prigogin poimenoval disipativne strukture.
Konec šestdesetih let dvajsetega stoletja, je Prigogine razvil termodinamično teorijo, vključno s teorijo stabilnosti, ki temelji na analizi proizvodnje entropije in zajema celotno območje od ravnovesja do pojavov, ki so daleč od ravnovesja. Prigogine je pogosto poudarjal filozofske posledice svojega dela. V nasprotju z vseprisotno vlogo drugega zakona termodinamike v fizikalnih znanostih in njegovim opisom razvoja v smeri stanj z največjo dezorganizacijo ter vseprisotno vlogo darvinistične evolucije v bioloških znanostih in njenim opisom vedno večje kompleksnosti organizacije. Poudaril je, da za ti dve situaciji niso potrebni različni zakoni, temveč obstaja en sam sklop temeljnih zakonov. Po njegovih besedah je značilnost teh zakonov, da skoraj ravnovesna časovna evolucija običajno uniči strukturo. Nasprotno pa lahko daleč od ravnovesja, onkraj meje stabilnosti obnašanja blizu ravnovesja, nelinearni kinetični procesi, povezani s tokovi snovi in energije, ustvarjajo strukturo, pri čemer sta oba procesa skladna z drugim zakonom termodinamike.
Prigogine se je v svojih študijah mikroskopske teorije časovnega razvoja sistemov z mnogimi telesi osredotočil predvsem na pristop k ravnovesju, le nekajkrat pa je posegel tudi po aplikacijah, kot je teorija transporta v tekočinah. Glavni orodji v njegovih študijah sta bila koncept časovnega razvoja korelacij in uporaba perturbacijske teorije (peterbucija: pretres)neskončnega reda z delnim seštevanjem členov za oblikovanje enačb gibanja. V kasnejšem razvoju je v osnovni opis pristopa k ravnovesju vključil vlogo determinističnega kaosa (v klasični mehaniki). Njegove ugotovitve so se nanašale na temeljna vprašanja očitnega nasprotja med časovno reverzibilnostjo osnovnih enačb klasične in kvantne mehanike ter ireverzibilnostjo, ki jo vsebuje drugi zakon termodinamike in ki opisuje makroskopsko obnašanje snovi.
Morda najbolj drzno in kontroverzno Prigoginovo delo je bil njegov poskus uskladitve dihotomije(dihotomija: ločevanje) mikroskopska-makroskopska nepovratnost z modifikacijo temeljnih enačb gibanja. Običajna slika je, da so enačbe gibanja kvantne ali klasične mehanike "natančne" in da je treba drugi zakon termodinamike razlagati kot makroskopsko posledico izgube korelacij v gibanju delcev zaradi povprečenja, izgube informacij ali izgube na kak drug način. Prigogine je vprašanje obrnil in vprašal: če bi drugi zakon termodinamike sprejeli kot "natančen", ali bi bilo mogoče spremeniti enačbe gibanja, da bi ohranili vse, kar je znano o rešitvah teh enačb, in bi se drugi zakon pojavil kot natančen opis makroskopskega obnašanja brez uporabe dodatnih hipotez. Skupaj s sodelavci so postulirali takšno modifikacijo in pokazali, da ima vsaj v rešitvah, ustvarjenih s perturbacijsko teorijo, želene lastnosti. 
V knjigi La Fin des certitudes iz leta 1996, ki jo je napisal v sodelovanju z Isabelle Stengers in je v angleščini izšla leta 1997 pod naslovom The End of Certainty: Time, Chaos, and the New Laws of Nature, Prigogine trdi, da determinizem ni več upravičeno znanstveno prepričanje: "Več ko vemo o našem vesolju, težje je verjeti v determinizem. "To je velik odmik od pristopa Newtona, Einsteina in Schrödingerja, ki so vse svoje teorije izrazili z determinističnimi enačbami. Prigogine meni, da determinizem ob nepovratnosti in nestabilnosti izgubi svojo razlagalno moč.
Prigogine je spor o determinizmu pripeljal do Darwina, ki je s poskusom pojasniti variabilnost posameznika v skladu z razvijajočimi se populacijami navdihnil Ludwiga Boltzmanna, da je obnašanje plinov pojasnil s populacijami delcev in ne s posameznimi delci. To je privedlo do področja statistične mehanike in spoznanja, da v plinih potekajo nepovratni procesi. V deterministični fiziki so vsi procesi časovno reverzibilni, kar pomeni, da lahko potekajo tako nazaj kot naprej v času. Kot pojasnjuje Prigogine, je determinizem v osnovi zanikanje časovne puščice. Brez časovne puščice ni več privilegiranega trenutka, znanega kot "sedanjost", ki sledi določeni "preteklosti" in predhodi nedoločeni "prihodnosti" Ves čas je preprosto dan, prihodnost je tako določena ali nedoločena kot preteklost. Z nepovratnostjo se v fiziki ponovno pojavi puščica časa. Prigogine navaja številne primere nepovratnosti, vključno z difuzijo, radioaktivnim razpadom, sončnim sevanjem, vremenom ter nastankom in razvojem življenja. Tako kot vremenski sistemi so tudi organizmi nestabilni sistemi, ki so daleč od termodinamičnega ravnovesja. Nestabilnost se upira standardni deterministični razlagi. Zaradi občutljivosti na začetne pogoje je nestabilne sisteme mogoče pojasniti le statistično, tj. z verjetnostjo.

## Priznanja
Bil je član številnih znanstvenih organizacij, prejel je številne nagrade, priznanja in 53 častnih nazivov. Leta 1955 je Ilja Prigogine prejel Francquijevo nagrado za eksaktne znanosti. Za svoje raziskave na področju ireverzibilne termodinamike je leta 1976 prejel Rumfordovo medaljo, leta 1977 pa Nobelovo nagrado za kemijo. Leta 1989 mu je belgijski kralj podelil naziv vikont belgijskega plemstva. Do svoje smrti je bil predsednik Mednarodne akademije znanosti v Münchnu in leta 1997 eden od ustanoviteljev Mednarodne komisije za izobraževanje na daljavo (CODE), svetovne akreditacijske agencije. Prigogine je leta 1985 prejel častni doktorat Univerze Heriot-Watt, leta 1998 pa mu je UNAM v Mexico Cityju podelil doktorat honoris causa

## Citati
- »Rastemo neposredno sorazmerno s količino kaosa, ki ga lahko vzdržujemo in razpršimo.«
- »Prihodnost je negotova . . . a ta negotovost je v samem jedru človeške ustvarjalnosti.«
- »Svet je bogatejši, kot ga je mogoče izraziti v enem samem jeziku.«
- »Statistična verjetnost, da bi organske strukture in najbolj natančno usklajene reakcije, ki so značilne za žive organizme, nastale po naključju, je enaka nič.«
- »Entropija je cena za strukturo.«
- »Nepovratnost časa je mehanizem, ki iz kaosa ustvarja red.«
- »Glavna značilnost vsakega živega sistema je odprtost.«
- »Več ko vemo o našem vesolju, težje je verjeti v determinizem.«
- »Zamisel o spontanem nastanku življenja v sedanji obliki je zato zelo neverjetna celo v obsegu milijard let, kolikor je trajal predbotični razvoj.«
- »Realno je le ena od uresničitev možnega.«